# هرقله (تونس)
هرقله (به عربی: هرقلة) یک منطقهٔ مسکونی در تونس است که در استان سوسه واقع شده‌است. هرقله ۷٬۴۲۳ نفر جمعیت دارد.